# Радзивилл, Мацей (1961)
Мацей Николай Радзивилл  (род. 22 февраля 1961) — польский аристократ, финансист, предприниматель и общественный деятель.

## Происхождение
Представитель княжеского рода Радзивиллов герба «Трубы». Младший (второй) сын князя Альберта Иеронима Николая Радзивилла (род. 1931) и княжны Анны Марии Чарторыйской (род. 1932). Старший брат — Константин Радзивилл (род. 1958). Внук князя Константина Николая Юзефа Радзивилла (1902—1944), владельца Зегрже, и графини Марии Желтовской (1906—1999).

## Биография
Выпускник Варшавского университета — окончил факультет философии и социологии в 1986 году. В 1994 году окончил магистратуру факультета управления в Варшавском университете. В том же году начал учиться на магистра делового администрирования в американском университете штата Иллинойс.
Активист Комитета защиты рабочих в 1978—1980 годах. В 1985—1987 годах — печатник в польском издательстве «Независимое Книжное Издательство» («Niezależna Oficyna Wydawnicza NOWA») и еженедельнике «Мазовша». Слушатель семинаров Клуба имени Яна Стшелецкого, с 13 по 24 марта 1986 года на короткое время был арестован, но в том же году был амнистирован и освобожден.
В период 1980—1981 годов Мацей Радзивилл работал сотрудником социальных исследований профсоюза «Солидарность» в регионе Мазовия.
В 1986—1991 годах — научный сотрудник факультета философии и социологии Варшавского университета. В 1991 году завершил карьеру в Варшавском университете в связи с переходом в должности консультанта на работу в компанию «NBS Public Relations».

## Бизнес
В 1991 году Мацей Радзивилл начал заниматься бизнесом, когда он был назначен консультантом в компании NBS Public Relations. В этой компании он работал до 1993 года, когда он стал начальником отдела анализа кредитных бумаг акционерного общества, в котором оставался до 1994 года.
С 1994 по 1995 год — вице-президент банковской компании «Credit Suisse First Boston Polska», в 1996—1998 годах — директор по анализу финансов в «Union Bank of Switzerland». В 1998—2002 годах — председатель правления в компании «Cresco Financial Advisors».
В 2002—2012 годах Мацей Радзивилл работал в «Trakcją Polska», которую он превратил в компанию «Trakcja Tiltra».

## Семья и дети
7 июня 1986 года в Варшаве женился на княжне Анне Марии (род. 5 ноября 1962), дочери Фердинанда Криштофа Януша Николая (1935—1992) и Николь де Schoutheete de Tervarent (род. 1935), внучке Эдмунда Фердинанда. Их дети:
- Изабелла (род. 30 марта 1991, Варшава)
- Александра (род. 18 января 1993, Варшава)
- Хелена (род. 19 декабря 1995, Варшава)
- Мацей Альберт (род. 9 июня 1998, Варшава)
- Константин Фердинанд (род. 21 июня 2002, Варшава)

## Награды
- Заслуженный деятель культуры Польши (1999)
- Командор ордена Возрождения Польши (2008)
- Офицер ордена «За заслуги перед Литвой» (2019, Литва)[2]
- Медаль «За плодотворный труд на благо Беларуси»[бел.] (2025, Объединённый переходный кабинет Беларуси)[3]